# Stammstrecke 2 (Stadtbahn Düsseldorf)
Mit dem Begriff Stammstrecke 2 wird eine der sechs Stadtbahnstrecken im Stadtbahnnetz der nordrhein-westfälischen Landeshauptstadt Düsseldorf bezeichnet. Diese verbindet die beiden Städte Krefeld und Neuss mit den südöstlichen Stadtteilen von Düsseldorf. Der Betrieb auf dieser Strecke wurde am 6. August 1988 mit drei Stadtbahnlinien (U70, U74 und U76) aufgenommen. Am 26. September 1993 kamen infolge einer Streckenerweiterung zwei weitere (U75 und U77) hinzu.

## Geschichte

### Frühere Planungen
Bereits in den frühen U-Bahn-Planungen der Landeshauptstadt Düsseldorf existierte eine West-Strecke von Krefeld in das östliche Düsseldorf. Dabei geht diese Strecke in ihrem westlichen Abschnitt auf die Trassenführung der K-Bahn zurück. Entsprechend unterscheiden sich die ursprünglichen Planungen in erster Linie in Bezug auf den östlichen Abschnitt. Der letzte Ratsbeschluss für ein Düsseldorfer U-Bahn-Netz führte diesen Abschnitt durch das nördliche Eller und verschwenkte dann weiter in Richtung Osten in den Stadtteil Lierenfeld. Dieser Schwenk war zwar bis in die 1980er Jahre in den langfristigen Stadtbahnplanungen enthalten, wurde jedoch nicht realisiert. Stattdessen wurde die Strecke, entsprechend der bestehenden Straßenbahntrasse zum Bahnhof Düsseldorf-Eller Mitte weitergeführt.
Auf Wunsch der Landesregierung von Nordrhein-Westfalen wurden die U-Bahn-Planungen der Stadt Düsseldorf zu Beginn der 1970er Jahre in die Konzeption für ein Stadtbahnnetz Rhein-Ruhr integriert. Unter Berücksichtigung der nun gültigen Förderbedingungen wurden Anpassungen an der Netzplanung vorgenommen. So wurde die bereits bestehende Straßenbahnverbindung nach Neuss nun ebenfalls integriert und als Abzweig in Höhe des Belsenplatzes auf einer neuen Trasse geplant. Deren Verlauf wurde entlang eines Teilstücks der bis dahin bestehenden, in absehbarer Zeit aber stillzulegenden, Eisenbahnstrecke Mönchengladbach–Düsseldorf vorgesehen. Diese Planungen wurden jedoch nicht weiter verfolgt.

## Verlauf

### Krefeld – Oberkassel
Die Stadtbahnstrecke beginnt in der Krefelder Innenstadt und wird über den Krefelder Hauptbahnhof in Richtung Südosten geführt. Dort erreicht diese das Stadtgebiet von Meerbusch. Hier ist die Strecke im Stadtbahn-Standard ausgebaut worden und alle Haltestellen verfügen über Hochbahnsteige. In Höhe der Böhler-Werke überquert die Strecke die Stadtgrenze zwischen Meerbusch und Düsseldorf und wird in den Stadtteil Lörick geführt. Dies geschieht im weiteren Verlauf in Mittellage der Hansaallee im Stadtteil Heerdt. Am Prinzenpark existiert seit 1993 eine Abzweigung zum Büroquartier Seestern. Auch hier ist die Strecke, ähnlich wie in Meerbusch, im Stadtbahn-Standard ausgebaut und mit Hochbahnsteigen ausgestattet.

### Neuss – Oberkassel
Der zweite Ast der Stadtbahnstrecke beginnt am Neusser Hauptbahnhof, wo Umsteigebeziehungen zum Regionalverkehr bestehen, und trifft nochmals am Bahnhof Neuss Am Kaiser auf das S-Bahn-Netz. Wenig später passiert die Strecke die Stadtgrenze zwischen Neuss und Düsseldorf und erreicht den Stadtteil Heerdt. Ab der Haltestelle Handweiser wird die Strecke auf eigenem Bahnkörper geführt, es existieren jedoch keine Hochbahnsteige, welche einen stufenlosen Einstieg ermöglichen würden.

### Oberkassel – Altstadt
An der Haltestelle Belsenplatz werden beide Abschnitte zusammengeführt. Von dort wird diese in Mittellage der Luegallee geführt und passiert so den Stadtteil Oberkassel. Über die Oberkasseler Brücke wird die Strecke, ebenfalls mit einem eigenen Bahnkörper, über den Rhein geführt und erreicht rechtsrheinisch den U-Bahnhof Tonhalle/Ehrenhof.

### Innenstadttunnel
Im Zentrum der Düsseldorfer Innenstadt wird die zweite mit der ersten Stammstrecke in einem gemeinsamen Bauwerk zusammengeführt. Dabei werden die U-Bahnhöfe Heinrich-Heine-Allee, Steinstraße/Königsallee, Oststraße und Hauptbahnhof passiert.

### Tunnel Flingern
Der Tunnel im Stadtteil Flingern-Süd wurde als Verlängerung des Innenstadttunnels am 26. September 1993 eröffnet. Dabei unterquert dieser den Stadtteil Oberbilk, passiert dort den U-Bahnhof Handelszentrum/Moskauer Straße und erreicht am U-Bahnhof Kettwiger Straße den Stadtteil Flingern-Süd.

### Flingern – Eller
Im Verlauf der Erkrather Straße wird die Strecke über eine Rampe wieder oberirdisch geführt. Der höhere Ausbaustandard endet an der Haltestelle Lierenfeld Betriebshof, welche als letzte mit einem Hochbahnsteig ausgestattet ist. Über sechs weitere Haltestellen wird dann der Stadtteil Eller erschlossen, die Stammstrecke endet schließlich an der Vennhauser Allee.

## Betrieb
Alle auf der Stammstrecke 2 verkehrenden Stadtbahnlinien werden durch die Rheinbahn AG als Bestandteil des Verkehrsverbunds Rhein-Ruhr betrieben.